# Parken
Parken (tidligere Københavns Idrætspark eller blot Idrætsparken) er Danmarks største fodboldstadion beliggende på Per Henrik Lings Allé 2 på Østerbro i København. Parken fungerer både som Danmarks nationalstadion for det danske landshold i fodbold og hjemmebane for fodboldklubben F.C. København. Som følge af en sponsoraftale med TeliaSonera havde stadionet navnet Telia Parken fra juli 2014 til 31. august 2020.
Parken ejes af det børsnoterede PARKEN Sport & Entertainment A/S, der står for at udleje Parken til både fodboldkampe og arrangementer inden for underholdningsbranchen herunder koncerter. Grunden under parken ejes af Københavns Kommune med en hjemfaldspligt på grunden med udløb i 2060.
Parken opfylder den højeste UEFA stadionkategori (4). Stadionet har dog ikke nok kapacitet til at kunne bruges som primært stadion til slutrunder. Fx kræves der et stadion med en kapacitet på  60.000 for at kunne afvikle EM i fodbold i 2028.

## Historie

### Københavns Idrætspark
Københavns Idrætspark blev indviet den 25. maj 1911 med en fodboldkamp mellem et kombineret hold fra B.93 og KB mod det engelske hold Sheffield Wednesday F.C., som vandt med cifrene 3-2. Senere på året blev der sat publikumsrekord for en fodboldkamp i Danmark med 11.233 tilskuere, da et udvalgt københavnsk hold mødte det skotske mesterhold Rangers F.C. fra Glasgow. Rangers vandt 4-1. Denne tilskuerrekord holdt kun i godt tre år, indtil Danmark mødte England den 5. juni 1914 og vandt med cifrene 3-0 foran 18.500 tilskuere i Idrætsparken.

### Ombygning 1955
Efter ombygningen i 1955 havde stadion en kapacitet på 50.000.

### Det nye Parken
Den 15. november 1990 påbegyndtes en totalrenovering af det gamle nationalstadion. Renoveringen kostede 640 millioner kroner. Arkitekten bag var Gert Andersson. Det renoverede stadion blev indviet den 1. september 1992 under det nye navn Parken (officielt stavet "PARKEN"). I de cirka to år ombygningen stod på var Parken Danmarks næststørste byggeplads, kun overgået af Storebæltsbroen. Parken har i dag i alt 38.065 siddepladser og består af en fodboldbane (græs) med målene 105 x 68 meter med et lysanlæg på 2000 lux. Parken blev i juni 1998 købt af fodboldklubben F.C. København for 138 millioner kroner i datidens penge. F.C. København besluttede efterfølgende at overdække Parken i forbindelse med afholdelsen af det internationale Melodi Grand Prix i maj 2001.
I de senere år er der blevet afholdt en række vigtige fodboldkampe i Parken. De mest kendte har været finalen i UEFA Cup Winners' Cup mellem Arsenal F.C. og Parma A.C. i 1994-sæsonen samt finalen i UEFA-cuppen mellem Arsenal F.C. og Galatasaray SK i 2000-sæsonen. Derudover har der været afholdt flere koncerter med kunstnere såsom Gasolin, AC/DC, Coldplay og The Rolling Stones. 

## Tribuner
Parken består i dag af to langsidetribuner (A og C) og to endetribuner (B og D):
- A-tribunen (hovedtribune med presse- og VIP-faciliteter samt afsnit til udebanefans)
- B-tribunen (under FCK's kampe også kaldet Stemningstribunen, da den indeholder Sektion 12, der er et afsnit for FCK's fans)
- Carlsberg-tribunen (C) (inklusiv Nedre C, der er et fanafsnit for FCK's fans)
- D-tribunen (Familietribunen. Ikke opdelt i sektioner, dog kan der indrettes afsnit for udebanefans)

Den 5. december 2007, efter kampen mellem FC København og Atlético Madrid, startede nedrivningen af den gamle betontribune (D-tribunen), færdigbygget i 1955. Tribunen var tidligere langside i den gamle Københavns Idrætspark. Den blev i 2009 erstattet af en moderne VIP-tribune med ca. 4.000 pladser, hvilket nedsatte Parkens tilskuerkapacitet til fodboldkampe til 38.065 pladser.
Den nye tribune består af en fast tribunedel og en teleskoptribune som kan "pakkes sammen" i forbindelse med koncerter og lignende.
Den 18. marts 2023 meddelte ejerne af Parken, at der ikke måtte koordineres hop på Parkens sydlige B-tribune, da det blev vurderet at belastningsgrænserne som Parken var godkendt efter blev overtrådt når der blev hoppet koordineret.

## Statistik
- Tilskuerrekord (landshold) på 44.345 tilskuere opnået i EM-kvalifikationskampen Danmark – Rumænien den 10. september 2003.
- Tilskuerrekord (klubhold) på 41.044[9] tilskuere opnået ved finalen i DBU's Landspokalturnering mellem FC København og Brøndby IF den 21. maj 1998.
- Tilskuerrekord (koncert) ca. 55.000 tilskuere opnået ved Justin Timberlake koncerten 23. juni 2007

Rekorder til fodboldkampe kan ikke forbedres med Telia Parkens nuværende kapacitet på 38.065 tilskuere.
Tilskuerrekorderne i Københavns Idrætspark til en landskamp er 52.486 og blev sat i 1961 mellem Danmark og Sverige (1-2).[kilde mangler] For klubhold er rekorden 43.300. Den blev sat i 1964 til en kamp mellem KB og B 1909 – kampen om det danske mesterskab.[kilde mangler] B 1909 vandt 0-1.

## Arrangementer

### DBU's Landspokalturnering
Finalen i DBU's Landspokalturnering for herrer skal ifølge DBU's love ikke spilles på ét bestemt fodboldstadion, da DBU's repræsentantskab i februar 2003 vedtog at DBU er fritstillet i sit valg af stadion, således at det fremover giver DBU en bedre forhandlingsposition mht. økonomi ved finalearrangementet overfor Parkens ejere. Frem til 2019 blev alle finaler dog spillet i parken med undtagelse af finalerne i 1991 og 1992, hvor finalerne blev spillet på henholdsvis Odense Stadion og Aarhus Stadion pga. ombygning af Parken. 
Finalerne i 2020-2021 blev spillet på Blue Water Arena i Esbjerg og Aarhus Stadion bl.a. pga. corona-restriktioner og finalen i 2022 blev spillet i Brøndby. Finalerne i 2023 og 2024 blev igen afviklet i Parken, mens finalen i 2025 skal spilles på Brøndby Stadion.

### Champions League
Der er spillet følgende UEFA Champions League-kampe i Parken:
- 1998: Gruppespilkampe
  - 16. september: Brøndby IF – F.C. Bayern München 2-1
  - 21. oktober: Brøndby IF – Manchester United F.C. 2-6
  - 9. december: Brøndby IF – F.C. Barcelona 0-2

- 2006: Gruppespilkampe
  - 13. september: F.C. København – S.L. Benfica 0-0
  - 1. november: F.C. København – Manchester United F.C. 1-0
  - 6. december: F.C. København – Celtic F.C. 3-1

- 2010: Gruppespilkampe
  - 14. september: F.C. København – FC Rubin Kazan 1-0
  - 2. november: F.C. København – F.C. Barcelona 1-1
  - 7. december: F.C. København – Panathinaikos FC 3-1

- 2011: Slutkampe
  - Ottendedelsfinale: F.C. København – Chelsea F.C. 0-2 0-0

- 2012: Gruppespilkampe
  - 2. oktober: F.C. Nordsjælland - Juventus 1-1
  - 23. oktober: F.C. Nordsjælland - Chelsea 0-4
  - 20. november: F.C. Nordsjælland - Shakhtar Donetsk 2-5

- 2013: Gruppespilkampe
  - 17. september: F.C. København – Juventus 1-1
  - 5. november: F.C. København – Galatasaray 1-0
  - 10. december: F.C. København – Real Madrid 0-2
- 2016: Gruppespilkampe
  - 27. september: F.C. København - Club Brügge 4-0
  - 2. November:   F.C. København - Leicester FC 0-0
  - 22. november:  F.C. København - Porto 0-0

### Europa League
Der er spillet følgende UEFA Europa League-kampe i Parken
- 17. maj 2000 Galatasaray 0-0 Arsenal (Som UEFA Cup finale)
- 8. november 2007 F.C. København 0-1 Panathinaikos (Som UEFA Cup
- 5. december 2007 F.C. København 0-2 Atlético Madrid (Som UEFA Cup)
- 23. oktober 2008  F.C. København 1-3  Saint-Étienne (Som UEFA Cup)
- 4. december 2008 F.C. København 1-1 Rosenborg (Som UEFA Cup)
- 19. februar 2009 F.C. København 2-2 Manchester City (Som UEFA Cup 16-dels finale)
- 1 .oktober 2009 19:00 F.C. København 1-0 Sparta Prag
- 5. november 2009 21:15  F.C. København 1-1 PSV Eindhoven
- 3. december 2009 19:00  F.C. København 2-0 CFR Cluj
- 18. februar 2010 21:05 F.C. København 1-3 Marselille (16-dels finale)
- 15. september 2011 19:00 F.C. København 1-0 Vorskla Poltava
- 3. november 2011 19:00 F.C. København 1-2 Hannover 96
- 15. december 2011 19:00 F.C. København 0-1 Standard Liège
- 20. september 2012 19:00 F.C. København 2-1 Molde
- 8. november 2012 19:00 F.C. København 0-2 Stuttgart
- 6. december 2012 19:00 F.C. København 1-1 Steaua București
- 18. september 2014 19:00 F.C. København 2-0 HJK
- 6. november 2014 19:00 F.C. København 0-4 Club Brugge
- 11. december 2014 19:00 F.C. København 1-5 Torino
- 23. februar 2017 21:05 F.C. København 0-0 (samlet 2-1) Ludogorets Razgrad (16-dels finale)
- 9.  marts 2017 19:00 F.C. København 2-1 Ajax (Ottendedelsfinale)
- 14. september 2017 19:00 F.C. København 0-0 Lokomotiv Moskva
- 2. november 2017 19:00 F.C. København 3-0 FC Fastav Zlín
- 7. december 2017 19:00 F.C. København 2-0 Sheriff Tiraspol
- 15 .februar 2018 21:05 F.C. København 1-4 Atlético Madrid (16-dels finale)
- 30. august 2018 18:30 F.C. København 0-0 (straffe 4-3) Atlanta (playoff)
- 20. september 2018 21:00 F.C. København 1-1 Zenit
- 25. oktober 2018 18:55 F.C. København 0-1 Sparta Prag
- 13. december 2018 21:00 F.C. København 0-1 Bordeaux
- 22. august 2019 19:45 F.C. København 3-1 Riga FC (playoff)
- 19. september 2019 18:55 F.C. København 1-0 FC Lugano
- 7. november 2019 18:55 F.C. København 1-1 Dynamo Kiev
- 12. december 2019 18:55 F.C. København 0-1 Malmö FF
- 20. februar 2020 18:55 F.C. København vs. Celtic F.C. (16-dels finale)

### Koncerter
Fra 1976 begyndte man at afholde stadionkoncerter, hvor Genesis, Gasolin og Dr. Hook var de første kunstnere.
Der har der været afholdt flere koncerter med kunstnere såsom AC/DC, Bruce Springsteen, Coldplay, The Rolling Stones, Celine Dion, Tina Turner, Depeche Mode, U2, Muse, George Michael, Eurythmics,  Slipknot, Metallica, Michael Jackson, Robbie Williams, The Black Eyed Peas, Pet Shop Boys, DJ Tiësto, Justin Timberlake, 50 Cent, Pharrell Williams, Madonna, Britney Spears, Justin Bieber, Pink Floyd, One Direction, Lady Gaga, og Take That. 
I 2024 afholdt Minds of 99, som det første danske band nogensinde, tre stadionkoncerter i træk henover weekenden 21-23 juni 2024. 

## Telia Parken
Den 17. juli 2014 offentliggjordes det, at F.C. København havde solgt navnerettighederne til hjemmebanen i Parken til teleselskabet Telia for de næste syv år. Stadionet bar derefter officielt navnet Telia Parken indtil 31. august 2020, hvor samarbejdet stoppede et år før oprindeligt aftalt. I forbindelse med den oprindelige aftale forlød det, at det nye navn ikke ville få indflydelse på, hvad DBU ville kalde hjemmebanen i forbindelse med landskampe, hvor betegnelsen PARKEN angiveligt fortsat ville blive anvendt. Men i forbindelse med den første hjemmekamp i kvalifikationen til EM i 2016, Danmark-Armenien (2-1) den 7. september 2014, benyttede DBU betegnelsen "Telia Parken". Telias sponsorat omfattede således også landskampe.[kilde mangler]
F.C. København og Telia stoppede samarbejdet pr. 31. august 2020, og stadionet er siden officielt igen blevet kaldt "Parken" af F.C. København.